# Kopalnia Wolica
Kopalnia Wolica – nieistniejąca stacja kolei wąskotorowej w kopalni iłów Wolica w Dębicy, w województwie podkarpackim, w Polsce. Rozebrana w 2009 r.